# Tadeusz Czerniawski
Tadeusz Czerniawski (ur. 25 października 1877 w Łabuniach, zm. 10 marca 1938 w Warszawie) – polski dyrygent, pedagog, organizator życia muzycznego i kompozytor.

## Życiorys
W latach 1896–1906 uczył się w Warszawskim Instytucie Muzycznym, gdzie jego nauczycielami byli Jan Kałużyński (dyrygentura) i Zygmunt Noskowski (kompozycja). Początkowo działał jako organista, następnie prowadził chóry w Warszawie i okolicach. W latach 1915–1918 przebywał w Rosji, pracując jako dyrygent chóralny w Orle i Charkowie. Po powrocie do kraju wykładał przedmioty teoretyczne w warszawskich szkołach. Od 1921 do 1929 roku był kierownikiem Wydziału Kultury Magistratu miasta stołecznego Warszawy. Podczas pracy na tym stanowisku działał na rzecz ożywienia ruchu śpiewaczego, utworzył sieć dzielnicowych kół śpiewaczych i organizował bezpłatne koncerty. Od 1932 roku był wizytatorem w Departamencie Sztuki Ministerstwa Wyznań Religijnych i Oświecenia Publicznego oraz kierownikiem muzycznym Polskiego Radia. Od 1933 roku wykładał grę organową i przedmioty teoretyczne w Wyższej Szkole Muzycznej im. Fryderyka Chopina.
Skomponował m.in. Allegro symfoniczne, Wariacje na kwartet smyczkowy i psalm Wszechmocny Panie do słów Jana Kochanowskiego. Opublikował podręcznik dla szkół muzycznych pt. Pierwsze zasady muzyki (cz. 1–3, Warszawa 1923–1925, cz. 2 2. wyd. 1930).

## Ordery i odznaczenia
- Złoty Krzyż Zasługi (11 listopada 1937)[4]